# Conspiracy of One
Albums de The Offspring
Americana Splinter
Conspiracy of one est le sixième album du groupe de punk rock The Offspring. Il est sorti le 14 novembre 2000 chez Columbia Records.
Le disque fut produit par Brendan O'Brien qui collabore de nouveau ensuite avec le groupe pour l’album Splinter.
Musicalement, Conspiracy of One est orienté dans la même lignée que son prédécesseur Americana.
Les titres Original Prankster, Want You Bad et Million Miles Away serviront de singles pour la promotion de l’album.
C’est sur cet album qu’apparaît pour la première fois la tête de mort enflammée qui deviendra le logo du groupe.

## Liste des titres
1. Intro - 0:05
2. Come Out Swinging - 2:47
3. Original Prankster  - 3:42
4. Want You Bad - 3:23
5. Million Miles Away - 3:40
6. Dammit, I Changed Again - 2:49
7. Living In Chaos - 3:28
8. Special Delivery - 3:00
9. One Fine Day - 2:45
10. All Along - 1:39
11. Denial, Revisited - 4:33
12. Vultures - 3:35
13. Conspiracy of One - 2:17
14. Huck It (titre non indiqué) - 2:40

## En plus
Ce disque contient une plage CD-Rom/multimédia sur laquelle figurent les clips de Pretty Fly (For A White Guy), The Kids Aren't Alright, She's Got Issues, et Why Don't You Get A Job, ainsi que les karaokés (versions muettes ou chantées avec un léger décalage par rapport aux versions de l'album) d'Original Prankster et One Fine Day, plus encore un bonus, Huck It:non pas le clip de la chanson du même titre (qui ne lui sert même pas de bande-son), mais un mélange d'images de concerts et de sports extrêmes. Ainsi qu'un lien vers le site Internet du groupe.